# Stephen Schneider (actor)
Stephen Schneider (nacido el 9 de agosto de1980) es un actor, escritor y empresario estadounidense, conocido por su papel de Jeremy Santos en  Broad City.  

## Filmografía

### Película
| Año  | Título                                          | Papel                     | Notas           |
| ---- | ----------------------------------------------- | ------------------------- | --------------- |
| 2005 | Las aventuras del amigo de Slater               | Pizarrero                 | Cortometraje    |
| 2007 | La parte de atrás de su cabeza                  | Stephen                   | Cortometraje    |
| 2007 | Pubertad: La película                           | Escrito por, Dirigido por |                 |
| 2009 | 2012: Supernova                                 | Capitán James Moto        |                 |
| 2010 | Misterio: América                               | Rupert Chamberlain        | Cortometraje    |
| 2010 | Los Ninjas de la Etiqueta                       |                           | Directo a video |
| 2010 | Navajas en el caramelo                          |                           | Cortometraje    |
| 2011 | La película más divertida de todos ... Es broma | Steve Deeds, escrito por  |                 |
| 2012 | Relatividad                                     | alemán                    |                 |
| 2013 | Guía de la amistad de Bert y Arnie              | Arnie                     |                 |
| 2018 | La silla                                        |                           | Cortometraje    |
| 2018 | Bumblebee                                       | Ron                       |                 |
| 2020 | Romperlos                                       | Phil                      | Post-producción |

### Televisión
| Año       | Título                                               | Papel              | Notas                               |
| --------- | ---------------------------------------------------- | ------------------ | ----------------------------------- |
| 2007      | Google Current                                       | Corresponsal       |                                     |
| 2009      | Infierno de la realidad                              | Steve              | Episodio: "Sierra"                  |
| 2011      | Happy Endings                                        | Keith              | Episodio: "Tumbado"                 |
| 2011      | LoveFinder                                           | Steve              | Película de televisión              |
| 2012      | Mejores amigos para siempre                          | Rav Stark          | 6 episodios                         |
| 2012      | Casos mentales                                       | "Doctor" Schneider | Cortometraje de televisión          |
| 2013      | Save Me                                              | Pete Dennings      | 7 episodios                         |
| 2014      | Cosas que no deberías decir después de la medianoche | Ben                | 5 episodios                         |
| 2014      | Casos mentales                                       | Dr. Cheng          | 5 episodios Miniserie de televisión |
| 2014-2017 | Eres lo peor                                         | Ty Wyland          | 6 episodios                         |
| 2014-2017 | Broad City                                           | Jeremy Santos      | 13 episodios                        |
| 2015      | Persiguiendo la vida                                 | Aaron Phillips     | 5 episodios                         |
| 2015      | Gigi lo hace                                         | Travis             | Episodio: "Whine"                   |
| 2015      | Compartir                                            | Todd               | Película de televisión              |
| 2017      | María imaginaria                                     | Ben                | 9 episodios                         |
| 2018      | Todo sobre los Washington                            | Curtis Keller      | Episodio: "No puedes bloquear esto" |
| 2019-2020 | Lucifer                                              | Anders Brody       | 2 episodios                         |
| 2019      | Banda sonora                                         | Jake               | 2 episodios                         |

## Vida personal
En 2013, Schneider se casó con la actriz Jenn Proske (quien  se convirtió al judaísmo al casarse con él).

## Primeros años
Schneider nació en Sharon, Massachusetts, en una familia judía.